# María Martínez Sierra
María de la O Lejárraga García (San Millán de la Cogolla, La Rioja, 28 de desembre de 1874 - Buenos Aires, 28 de juny de 1974) fou una escriptora i traductora espanyola, compromesa també políticament com a socialista i com a feminista. Fou dita igualment María Martínez Sierra, pseudònim que adoptà a partir dels cognoms del seu marit, Gregorio Martínez Sierra, o directament amb el nom del seu marit.
María Lejárraga va néixer en una família acomodada i va rebre una educació que li va permetre exercir de mestra. No obstant això, les seves inquietuds literàries xocaven amb la societat en què va créixer, tancada a les dones.
Filla de Leandro Lejárraga, metge, i Natividad García, dona formada en la cultura francesa que va ser la seva primera mestra, va cursar Magisteri i professorat de Comerç a l'Associació per a l'Ensenyament de la Dona, on conegué els principis de la Institució Lliure d'Ensenyament. Va exercir com a mestra fins al 1909, i, entremig, va fer una estada a Bèlgica, becada per estudiar els centres docents europeus.
El 1899 es va casar amb Gregorio Martínez Sierra, escriptor més jove que ella, i va publicar les seves obres sota el nom d'aquest, sense cap referència al seu propi. Així, encara que el mèrit anés per a ell, Lejárraga va aconseguir divulgar la seva obra sense el prejudici que fos una dona qui escrivís. No obstant això, es rumorejava la veritable autoria dels escrits. Només el 1953, quan va publicar Gregorio y yo: medio siglo de colaboración, Lejárraga va fer públic que era ella, i amb el seu consentiment, l'autora veritable de la majoria de les obres atribuïdes al seu marit i de la major part de les obres escrites en col·laboració amb ell. Aquesta singular col·laboració continuà, fins i tot, quan es van separar: quan, cap al 1922, Martínez Sierra començà una relació amb l'actriu Catalina Bárcena i marxà amb ella, Lejárraga continuà escrivint i enviant-li escrits, i Martínez Sierra compensant-la econòmicament per ells, fins que ell morí el 1947.

## Obra teatral
El matrimoni Martínez Sierra impulsà interessants iniciatives culturals en el primer terç del segle xx. Així, van fundar revistes literàries com Vida Moderna, Helios i Renacimiento i van crear l'Editorial Renacimiento, que entre 1908 i 1918 va publicar obres dels millors autors espanyols del moment. També van traduir i introduir en l'escena castellana el teatre simbolista de Maurice Maeterlinck,; també van traduir obres de Santiago Rusiñol (en algunes de les quals van col·laborar) i de William Shakespeare.
Van crear el Teatro de Arte (1916-1926), empresa teatral per a la renovació de les arts escèniques, amb la idea del teatre com a obra d'art total, sorgida a imitació d'experiències com el Théâtre d'Art de Paul Fort o el Théâtre de l'Oeuvre de Lugné Poe (a París, tots dos), el Teatre d'Art de Moscou, de Meierhold i Constantin Stanislavski, o el Teatre Íntim d'Adrià Gual i altres empreses similars catalanes. En aquesta empresa, amb seu al Teatro Eslava (Madrid), van muntar obres pròpies, d'autors clàssics i contemporanis, amb la col·laboració de músics com Manuel de Falla, Conrado del Campo, Joaquín Turina, Pablo Luna i Ángel Barrios; escenògrafs com Maurici Vilumara i Oleguer Junyent, però també d'avantguardistes com Rafael de Penagos, Manuel Fontanals, Sigfrido Burmann o Rafael Barradas.
Gregorio Martínez Sierra era un director i empresari teatral avançat, mentre que María Lejárraga seria l'encarregada de la creació dels textos, en què l'autora reconeix la utilitat dels consells i suggeriments del marit en els aspectes escènics. L'obra teatral, principalment de Lejárraga, s'emmarca en el modernisme espanyol, amb una forta influència de Jacinto Benavente, gran finesa psicològica i delicadesa poètica, de vegades tocant el sentimentalisme. La crítica, que pensava que l'autor era l'home, Gregorio, en destacava la creació dels personatges femenins, on l'autora aboca les experiències pròpies. En destaquen el monòleg Sólo para mujeres (1913) i els drames Canción de cuna (1911) (portada al cinema per Mitchell Leitsen i, més tard, per José Luis Garci), La sombra del padre (1909), Primavera en otoño (1911), Mamá (1913) i El reino de Dios (1916).
Són molt coneguts els llibrets per a obres musicals com Las golondrinas (basat en Saltimbanquis, basada al seu torn en l'obra que va escriure en col·laboració amb Santiago Rusiñol, Ocells de pas), sarsuela (després òpera, 1914), i La llama (òpera, 1915), les dues amb música de José María Usandizaga; les òperes de Joaquín Turina Margot (1914) i Jardín de Oriente (1922) i els ballets de Manuel de Falla El amor brujo (1915) i El corregidor y la molinera (1917). També van escriure els llibrets de les sarsueles de Gerónimo Giménez La suerte de Isabelita (1911), Lirio entre espinas (1912), de Vicent Lleó (La República del Amor, 1908; La Tirana, 1913) i Amadeu Vives (Bergamino el Lampo, 1922).
L'èxit de les seves obres va arribar a Hollywood, on es rodaren versions de Yo, tú y ella (dirigida per Max Reinhardt, 1933), de Canción de cuna (dirigida per Leisen, 1933), Primavera en otoño (per Eugene Ford), Una viuda romántica i Julieta compra un hijo (dirigides per Louis King). També es rodaren pel·lícules sobre obres seves a Espanya, com Mamá (de Benito Perojo, 1931) o Susana tiene un secreto (Benito Perojo, 1935).

## Obra literària
En la poesia i la prosa és més evident la filiació modernista de l'autora (o del matrimoni). En poesia destaca La casa de la primavera (Madrid: Librería Pueyo, 1907) i en narrativa, Cuentos breves (1899, l'única obra que signà ella amb el seu nom), les novel·les Sol de la tarde (1904), La humilde verdad (1905) i Tú eres la paz (1906). Altres treballs són més aviat d'assaig o pensament: Hamlet y el cuerpo de Sarah Bernhardt (1905), La tristeza del Quijote (1905), Teatro de ensueño (1905), Motivos (1905) o La feria de Neuilly (1907).

## Activitat social i política
Feminista convençuda i activa, afiliada al Partit Socialista, va estar, no obstant això, sempre sotmesa al seu marit, en un autèntic estat d'explotació, tot per amor. Va destacar en el Lyceum Club Femenino (Madrid) des que es fundà el 1926 i va crear l'Asociación Femenina de Educación Cívica el 1931. Publicà llavors La mujer ante la República (1931). A les eleccions generals espanyoles de 1933 va ser escollida diputada al Congrés de la República per Granada i va ser designada vicepresidenta de la Comissió d'Instrucció Pública.
La Guerra Civil la va obligar a un penós exili, primer a Niça i més tard a Londres, París, Nova York, Mèxic i Buenos Aires, on morí el 1974. Continuà la seva activitat literària, amb el nom de María Martínez Sierra a partir de la mort de Gregorio. En aquesta etapa publicà: Una mujer por caminos de España (1952), Gregorio y yo (1953), Viajes de una gota de agua (1954) i Fiesta en el Olimpo (1960).

## Reconeixement i memòria
Al 2005 Antonina Rodrigo va publicar María Lejárraga, una mujer en la sombra, una biografia amb la qual incorporava a la història espanyola no tan sols la seva ingent aportació cultural i literària com a escriptora, traductora, editora o periodista, sinó també el seu paper en el moviment feminista espanyol. I, alhora, desvelava com la seva obra havia estat oculta darrera una autoria atribuïda al seu marit, Martínez Sierra.
L'any 2022 la documentalista i directora de cinema Laura Hojman va descobrir l'obra de Lejárraga a partir del llibre d'Antonina Rodrigo, i va fer el documental A las mujeres de España. María Lejárraga, amb la idea que la història de María Lejárraga és la de moltes dones espanyolesː «un relat robat que s'ha de restituir».